# 绞盘车牵引起飞
绞盘车牵引起飞 是一种帮助飞行器在不依靠自身动力的情况下，达到继续飞行所需高度与速度的技术。具体办法是将一根很长的牵引绳一端固定在绞盘上，另一端与飞行器相连，绞盘车开动后，牵引绳将飞行器牵引升空，当飞行器达到最高点时解脱牵引绳，以便继续飞行。

## 牵引流程

### 滑翔机牵引流程
滑翔机牵引通常使用功率在130千瓦到250千瓦之间的绞盘车，牵引绳长度为1000米到1200米左右（也有短到600米或长到3000米的情况），牵引绳最大强度通常稍微大于被牵引飞行器的重量。理想的牵引速度取决于被牵引的滑翔机型号，一般在80-120千米/小时之间，推荐为滑翔机失速速度的1.3-1.7倍。在启动阶段之后，因为较大的爬升角度，飞机爬升速度会显著大于绞盘牵引的速度。